# Von (album)
Von è il primo album in studio del gruppo musicale islandese Sigur Rós, originalmente pubblicato solo in Islanda.

## Descrizione
L'album si compone di dodici brani, di cui uno (18 sekúndur fyrir sólarupprás) consistente di 18 secondi di totale silenzio.
Nel primo anno dalla sua uscita vendette soltanto 313 copie ma, in seguito ai successi internazionali di Ágætis byrjun e ( ), fu ripubblicato nel Regno Unito nel settembre del 2004 e negli Stati Uniti d'America un mese dopo. Nel dicembre 2005 Von e Ágætis byrjun furono certificati in Islanda disco di platino, superando quindi la soglia delle 5 000 copie.

## Tracce
1. Sigur rós – 9:46
2. Dögun – 5:50
3. Hún jörð – 7:17
4. Leit að lífi – 2:33
5. Myrkur – 6:14
6. 18 sekúndur fyrir sólarupprás – 0:18
7. Hafssól – 12:24
8. Veröld ný og óð – 3:29
9. Von – 5:12
10. Mistur – 2:16
11. Syndir guðs (opinberun frelsarans) – 7:40
12. Rukrym – 8:59

## Formazione
- Jón Þór Birgisson – voce, chitarra
- Georg Hólm – basso
- Ágúst Ævar Gunnarsson – batteria